# Cheilanthes buchananii
Cheilanthes buchananii är en kantbräkenväxtart som beskrevs av Karel Domin. Cheilanthes buchananii ingår i släktet Cheilanthes och familjen Pteridaceae. Inga underarter finns listade.